# Almirante (Panama)
Almirante è un comune (corregimiento) della Repubblica di Panama situato nel distretto di Almirante, provincia di Bocas del Toro. Si estende su una superficie di 95,4 km² e conta una popolazione di 12.731 abitanti (censimento 2010).  